# Snapseed
Snapseed è una applicazione di photo-editing prodotta da Nik Software, una sussidiaria di Google, per i sistemi operativi iOS e Android che permette agli utenti di enfatizzare le foto e applicare ad esse filtri digitali. Snapseed è stata classificata come una delle migliori 100 App per android del 2019 da PC Magazine.

## Storia
Nik Software lanciò originariamente Snapseed sull'iPad nel giugno 2011, e fu nominata da Apple app dell'anno per iPad. Basandosi sul successo della versione per iPad, Nik lanciò Snapseed per iPhone nell'Agosto del 2011. Il 27 febbraio 2012 fu annunciato Snapseed per Microsoft Windows.
In seguito all'acquisizione della società da parte di Google, Snapseed fu rilasciato anche per Android nel dicembre del 2012 e la versione Desktop fu abbandonata.
Il 9 aprile 2015 Nik rilasciò Snapseed 2.0 per iOS e Android, offrendo nuovi strumenti, caratteristiche, e una interfaccia utente ridisegnata.

## Funzionalità
Gli utenti di Snapseed possono editare le fotografie tramite gesti per selezionare differenti effetti ed enfatizzazioni. Alternativamente gli utenti possono optare per un aggiustamento "automatico" del colore e del contrasto. Snapseed può memorizzare la cronologia delle modifiche apportate dall'utente e ridirigersi su una qualsiasi delle azioni precedenti. Puó anche memorizzare combinazioni di filtri usando i filtri di default e le funzionalità di modifica. La lista degli effetti speciali e di filtri include Enfasi, Grunge, Vintage, Centro-fuoco, Cornici e un Tilt-shift.
Snapseed 2.0 ha introdotto nuovi filtri come sfocatura obiettivo, glamour, HDR e Noir, inoltre è stata rivista la sezione con una interfaccia utente più chiara. Gli utenti possono condividere direttamente le immagini sui siti di social networking come Facebook ed Instagram.

## Premi
- Nel 2015 Snapseed è stato valutato tra le 100 migliori applicazioni Android da PC Magazine.[9]
- Nel 2019 Snapseed è stato valutato tra le 100 migliori applicazioni Android da PC Magazine.[1]
- Nominata iPad App dell'anno 2011 da Apple.